# Montigl
Montigl ist eine Streusiedlung der Gemeinde Terlan in Südtirol. Die Örtlichkeit liegt über der Talsohle des Etschtals auf etwa 600 m Meereshöhe, südöstlich vom Hauptort Terlan auf einer Bergterrasse des Tschögglbergs oberhalb von Burg Neuhaus bzw. dem Weiler Klaus, raumgeografisch unterhalb begrenzt vom Johanniskofel und oberhalb von den südlichen Ausläufern der Gruner Wände. Montigl ist nicht mit Montiggl in der Gemeinde Eppan zu verwechseln.

## Erscheinungsbild und Geschichte
Montigl wird von verstreut gelegenen Hofstellen gebildet, die in der Regel seit dem 13. und 14. Jahrhundert urkundlich bezeugt sind und zum mittelalterlichen Gericht Neuhaus rechneten, namentlich den Höfen Leadner, Holzmann, Halbwachs, Mair (Ries), Büchler, Gruner und Wegscheider. Bereits 1288 finden sich im Tiroler landesfürstlichen Urbar Graf Meinhards II. von Tirol-Görz der meierhof ze Mvntigl und der Altummes hof verzeichnet. Namentlich benannte Bewohner sind im Jahr 1315 mit Chůnradus dictus Karnner de Montigel, Joch Ůllinus de Montigel und Hainricus villicus de Montigel (Mair zu Montigl) in einer Urkunde des Bozener Heiliggeistspitals belegt. Aus dem Jahr 1416 ist die Lagebezeichnung in dem gericht zu dem Niwenhaus, da es genant ist auf dem Muntigel überliefert.